# Bree
Bree è una città belga di 16 085 abitanti, situata nella provincia fiamminga del Limburgo belga.

## Amministrazione

### Gemellaggi
- Gheldria
- Salomó
- Volpago del Montello
- Yangzhou